# オープンストリーム
株式会社オープンストリーム（英: Open Stream, Inc.）は、東京都新宿区に本社を置く日本の企業。

## 概要
Webモバイルアーキテクチャにもとづくソフトウェア＆サービスインテグレーション事業、および自社パッケージソフト『Biz/Browser』の製造・販売を行っている。

## 沿革
- 2000年（平成12年）- イー・ベンチャーサポート株式会社設立。SOHO向けASPサービス「MyBiz」開始。同年、Webアプリケーション開発および関連技術教育サービス事業を開始。
- 2004年（平成16年）- 千代田区外神田に開発センターを新規開設。
- 2005年（平成17年）- 株式会社オープンストリームに社名変更。本社を千代田区外神田に移転。
- 2006年（平成18年）- プライバシーマーク認定取得。株式会社豆蔵OSホールディングス（現・JSEEホールディングス）設立、持株会社体制に移行。
- 2009年（平成21年）- 携帯Eコマース運営アウトソーシングの「株式会社モバイルコンビニ」を設立。
- 2010年（平成22年）- ソーシャルゲーム「会社×彼氏」をコミュニティサイト「GREE」にて開始。
- 2012年（平成24年）- 本社を新宿区西新宿に移転。
- 2013年（平成25年）- アクシスソフト株式会社と合併。持株会社である豆蔵ホールディングスが東京証券取引所マザーズ市場から市場第一部へ市場変更
- 2014年（平成26年）- 情報セキュリティマネジメントシステム（ISMS）の国際認証基準である「ISO 27001」の認証を取得。
- 2015年（平成27年）- 福岡県福岡市に「福岡開発センター」を開設。
- 2016年（平成28年）- 訪日タイ人旅行者向け専用ネットワークサービス/iPhoneアプリ「Edamame」（えだまめ）の提供を開始。
- 2017年（平成29年）- ねこさがしIoT サービス「ねこもに」の提供を開始、株式会社メノックスと合併
- 2019年（平成31年/令和元年）- 差し入れ取りまとめサービス「エルタマ」の提供を開始。Biz/Browser製品リリース20周年、導入企業数2000社達成。
- 2020年（令和2年）- 創立20周年。ジェイエムテクノロジー株式会社よりデジタルソリューション事業を承継。
- 2021年（令和3年）
  - 株式会社オープンストリームホールディングス設立。株式会社オープンストリームおよびニュートラル株式会社を傘下に業務を開始。
  - 食品保管時の温度のモニタリング、データ収集、可視化、管理するサービス 「HACCP-RA」（ハサップ・アールエー）の提供を開始。
- 2022年（令和4年）
  - 汎用カメラと世界最高峰のAI技術を活用したデジタルサイネージ視聴者効果測定システム「あいも」の提供を開始。
  - 製造業の生産性向上やIoT活用によるスマート工場化を支援するサービス「Quickシリーズ」の事業をニュートラル株式会社より承継
- 2024年（令和6年）
  - 親会社のオープンストリームホールディングスの持株会社が株式会社豆蔵K2TOPホールディングスからアクセンチュア株式会社へ変更。

## 主力事業・製品・サービス
- システムインテグレーション事業
- プロダクト事業
  - ビジネスUIプラットフォーム「Biz/Browser」
  - Web帳票ツール「PrintStream® Core V4」
  - スマート工場ソリューション「Quickシリーズ」
- 自社サービス事業
  - 実践型IT技術者育成支援サービス「D-College」
  - ねこ位置特定IoTサービス「ねこもに」
  - 差し入れ取りまとめサービス「エルタマ」
  - 画像検索AIサービス「Quick&Accurate」
  - 温度管理システム「HACCP-RA」
  - デジタルサイネージ効果測定システム「あいも」

## 主要事業所
- 本社 - 東京都新宿区西新宿2-7-1　新宿第一生命ビルディング9F
- 福岡オフィス - 福岡県福岡市博多区綱場町2-1 博多FDビジネスセンター（受付：8階）
- 仙台オフィス - 宮城県仙台市青葉区中央4-4-19 アーバンネット仙台中央ビル17階
- 名古屋オフィス - 愛知県名古屋市中区錦2-9-29 ORE名古屋伏見ビル11F

## 関連会社
- アクセンチュア株式会社
- 株式会社オープンストリームホールディングス
- ニュートラル株式会社